# Jacques Husteau
Jacques Husteau, seigneur du Buron, sieur de Cadillac, fut maire de Nantes de 1659 à 1660.

## Biographie
Jacques Huteau est le fils de Jacques Huteau,  sieur de la Haye-Pallée et des Burons, conseiller du roi, maître en la Chambre des comptes de Bretagne, et de Jeanne Le Livec. Marié avec Charlotte Thévin, fille de Guillaume Thévin, sieur de La Rue, conseiller au Parlement de Bretagne, et de Guyonne Bourriau, dame des Champsneufs, il est le beau-père de René de Sesmaisons.
Il est conseiller du roi, trésorier de France, général de ses Finances en Bretagne.